# Eddaspången

Eddaspången är en gång- och cykelbro i Uppsala över Fyrisån mellan Fyrisgatan och Svartbäcksgatan, i Odensgatans förlängning. Bron är byggd av Bergsunds mekaniska verkstad i Stockholm och uppfördes 1889 där nuvarande Haglunds bro ligger. Efter en donation från August Haglund kunde staden uppföra en större bro på platsen och Eddaspången flyttades cirka 200 meter uppströms till sin nuvarande plats där den ersatte en färjeförbindelse. Bron har fått sitt namn efter det intilliggande kvarteret Edda.